# Strobilanthes backeri
Strobilanthes backeri är en akantusväxtart som först beskrevs av Cornelis Eliza Bertus Bremekamp, och fick sitt nu gällande namn av J.R.Benn.. Strobilanthes backeri ingår i släktet Strobilanthes och familjen akantusväxter. Inga underarter finns listade i Catalogue of Life.